# Новые дети
«Новые дети» (англ. The New Kids) — американский триллер 1985 года, снятый Шоном С. Каннингемом. Также фильм встречается с названиями: «Новые детишки», «Новые детки» и «Новички». Лента полностью снята в городе Хомстед, штат Флорида.

## Сюжет
В автокатастрофе у Лорен и Эбби МакУильямс погибают родители. В эту трудную минуту им на помощь приходят их дядя Мартин и тётя Фэй, которые предлагают переехать жить к ним. Лорен и Эбби устраиваются в местную школу и помогают дяди и тёте по дому, которые также владеют бензоколонкой и парком развлечений. Казалось бы жизнь стала налаживаться, но в школе, где учатся Лорен и Эбби, орудует шайка подростков во главе с Эдди Дутрой, которая начала терроризировать не только их, но и дом их дяди. Лорен и Эбби не остаётся ничего другого, как вспомнить чему учил их отец…

## В ролях
- Шеннон Прэсби — Лорен Макуильямс
- Лори Локлин — Эбби Макуильямс
- Джеймс Спейдер — Эдди Дутра
- Джон Филбин — Гидеон